# A-311
La A-311 es una carretera de la Red Intercomarcal que une las poblaciones de Jaén y Andújar, en la provincia de Jaén. Transcurre en su totalidad por suelo de la provincia.
La A-311 comienza en la glorieta de enlace 54 de la autovía del Olivar ( A-316 ), sentido Baeza, en el norte de la localidad de Jaén y finaliza en el enlace 323 de la  A-4  sentido Madrid, con el cruce de la Travesía Madrid-Cádiz, en el sur de la localidad de Andújar (Jaén). A lo largo de su trayecto discurre a los núcleos de población de Lahiguera, Cañada de Zafra y Fuerte del Rey.

## Tramos

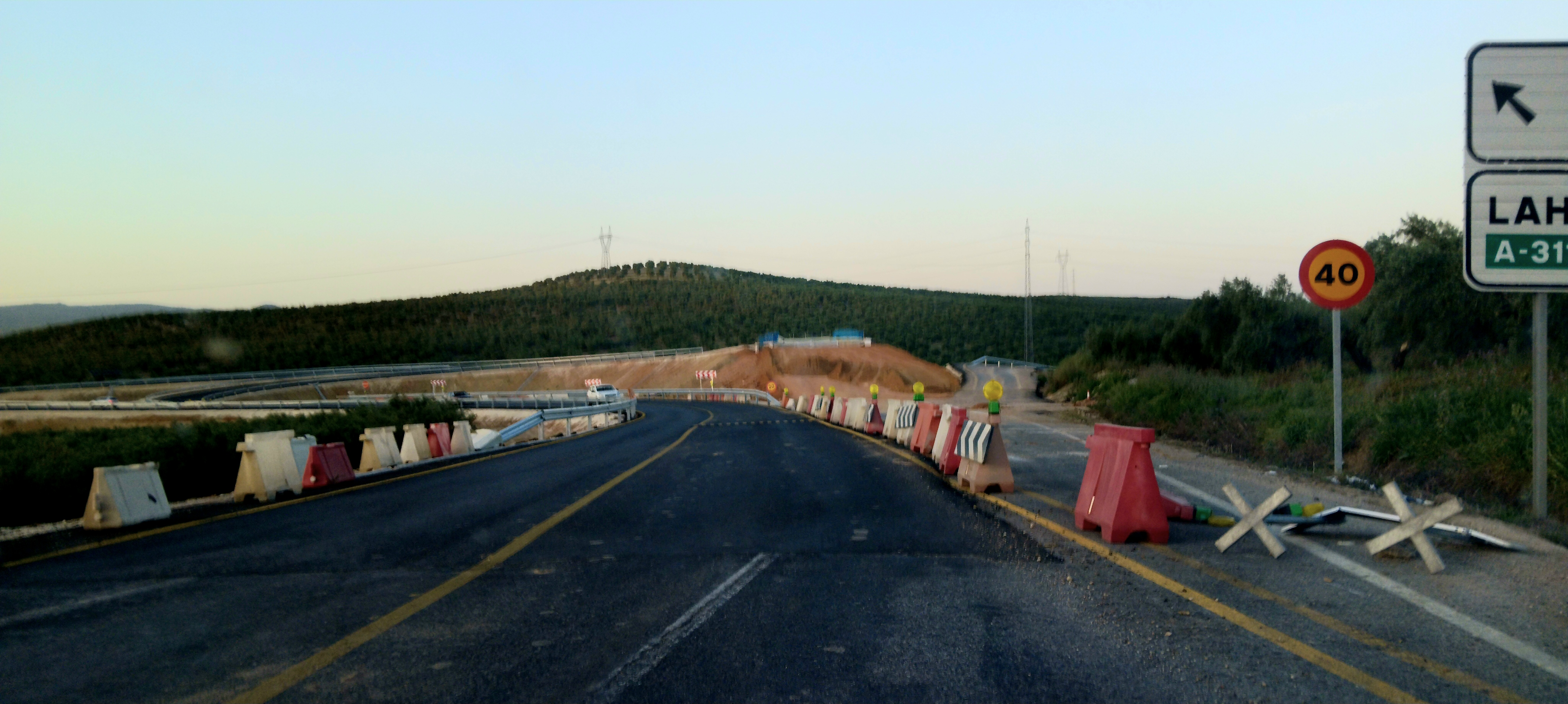
Carretera en Obras. A-311 Andújar - Jaén. Mayo 2025

| Denominación | Tramo                    | Estado (2025)                    | km   |
| ------------ | ------------------------ | -------------------------------- | ---- |
|              | A-316 Jaén - A-4 Andújar | Pendiente de estudio informativo | 35,4 |